# Рікардо Роберті
Рікардо Антоніо Роберті Морено (ісп. Ricardo Antonio Roberty Moreno; нар. 12 жовтня 1982, Акарігуа, штат Португеса) — венесуельський борець вільного стилю, дворазовий срібний та чотириразовий бронзовий призер Панамериканських чемпіонатів, бронзовий призер Панамериканських ігор, чемпіон та срібний призер Центральноамериканських і Карибських ігор, учасник Олімпійських ігор.

## Життєпис
Боротьбою почав займатися з 1991 року.
Виступав за борцівський клуб «Марсіал Андрадес» Кумана. Тренер — Рафаель Роберті (з 1991), Еді Азуахе (з 2003), Марсіал Андрадес (з 2003).

## Спортивні результати на міжнародних змаганнях

### Виступи на Олімпіадах
| Змагання                    | Збірна    | Вагова категорія          | Місце |
| --------------------------- | --------- | ------------------------- | ----- |
| Літні Олімпійські ігри 2012 | Венесуела | вільна боротьба, до 74 кг | 11    |

### Виступи на Чемпіонатах світу
| Змагання                        | Збірна    | Вагова категорія          | Місце |
| ------------------------------- | --------- | ------------------------- | ----- |
| Чемпіонат світу з боротьби 2005 | Венесуела | вільна боротьба, до 66 кг | 30    |
| Чемпіонат світу з боротьби 2007 | Венесуела | вільна боротьба, до 66 кг | 23    |
| Чемпіонат світу з боротьби 2009 | Венесуела | вільна боротьба, до 74 кг | 30    |
| Чемпіонат світу з боротьби 2010 | Венесуела | вільна боротьба, до 84 кг | 15    |
| Чемпіонат світу з боротьби 2011 | Венесуела | вільна боротьба, до 74 кг | 5     |

### Виступи на Панамериканських чемпіонатах
| Змагання                                   | Збірна    | Вагова категорія          | Місце  |
| ------------------------------------------ | --------- | ------------------------- | ------ |
| Панамериканський чемпіонат з боротьби 2001 | Венесуела | вільна боротьба, до 58 кг | 4      |
| Панамериканський чемпіонат з боротьби 2003 | Венесуела | вільна боротьба, до 60 кг | Бронза |
| Панамериканський чемпіонат з боротьби 2005 | Венесуела | вільна боротьба, до 66 кг | Бронза |
| Панамериканський чемпіонат з боротьби 2007 | Венесуела | вільна боротьба, до 66 кг | Срібло |
| Панамериканський чемпіонат з боротьби 2008 | Венесуела | вільна боротьба, до 66 кг | Бронза |
| Панамериканський чемпіонат з боротьби 2010 | Венесуела | вільна боротьба, до 74 кг | Срібло |
| Панамериканський чемпіонат з боротьби 2011 | Венесуела | вільна боротьба, до 74 кг | Бронза |

### Виступи на Панамериканських іграх
| Змагання                  | Збірна    | Вагова категорія          | Місце  |
| ------------------------- | --------- | ------------------------- | ------ |
| Панамериканські ігри 2007 | Венесуела | вільна боротьба, до 66 кг | 5      |
| Панамериканські ігри 2011 | Венесуела | вільна боротьба, до 74 кг | Бронза |

### Виступи на Центральноамериканських і Карибських іграх
| Змагання                                               | Збірна    | Вагова категорія          | Місце  |
| ------------------------------------------------------ | --------- | ------------------------- | ------ |
| Центральноамериканські і Карибські ігри 2006           | Венесуела | вільна боротьба, до 66 кг | Срібло |
| Центральноамериканські і Карибські ігри 2010 (Маягуес) | Венесуела | вільна боротьба, до 74 кг | Золото |

### Виступи на інших змаганнях
| Змагання                                                      | Збірна    | Вагова категорія          | Місце  |
| ------------------------------------------------------------- | --------- | ------------------------- | ------ |
| Олімпійський кваліфікаційний турнір з боротьби 2008 (Мартіні) | Венесуела | вільна боротьба, до 74 кг | 24     |
| Гран-прі Іспанії з боротьби 2011                              | Венесуела | вільна боротьба, до 74 кг | 5      |
| Меморіал Вацлава Циолковського 2012                           | Венесуела | вільна боротьба, до 84 кг | 5      |
| Гран-прі Іспанії з боротьби 2012                              | Венесуела | вільна боротьба, до 74 кг | Срібло |
| Гран-прі Іспанії з боротьби 2013                              | Венесуела | вільна боротьба, до 84 кг | 5      |